# Gais 1931/1932
Fotbollsklubben Gais spelade säsongen 1931/1932 i allsvenskan, där man slutade trea och tog lilla silvret.
Inget cupspel genomfördes denna säsong.

## Inför säsongen
Gais hade inför säsongen tappat centerhalven Nils Andreasson, som skadat sig under försäsongen och sedan aldrig kom tillbaka utan varvade ner karriären i mindre klubbar. Det ryktades att Åke Hansson, tidigare i IFK Göteborg och Redbergslids IK och med 12 A-landskamper på meritlistan, skulle komma till klubben, men så blev inte fallet.

## Allsvenskan
Redan från start framgick det att något saknades från förra årets guldsäsong, då Gais förlorade säsongens första match mot IFK Eskilstuna med klara 3–1. I derbyt mot IFK Göteborg gjorde Gösta Svensson, som tidigare hade spelat både för Örgryte IS och Redbergslids IK, debut i Gais, och avgjorde överraskande i en match som Gais vann med 2–1. Mot Örgryte lyckades man sedan, trots underläge 0–2, klara 2–2 efter mål av "Long-John" Nilsson och "Lille-Ragnar" Gustafsson. Dessa gjorde varsitt mål också mot Landskrona BoIS, då Gais vann med 2–0. Sedan lyckades laget emellertid med något helt unikt – man spelade sex oavgjorda matcher i följd, efter att dessutom ha legat under i samtliga dessa. Det var förstås ett tydligt tecken på moral att komma igen efter att ligga under, men många poäng gick förlorade i kampen om guldet.

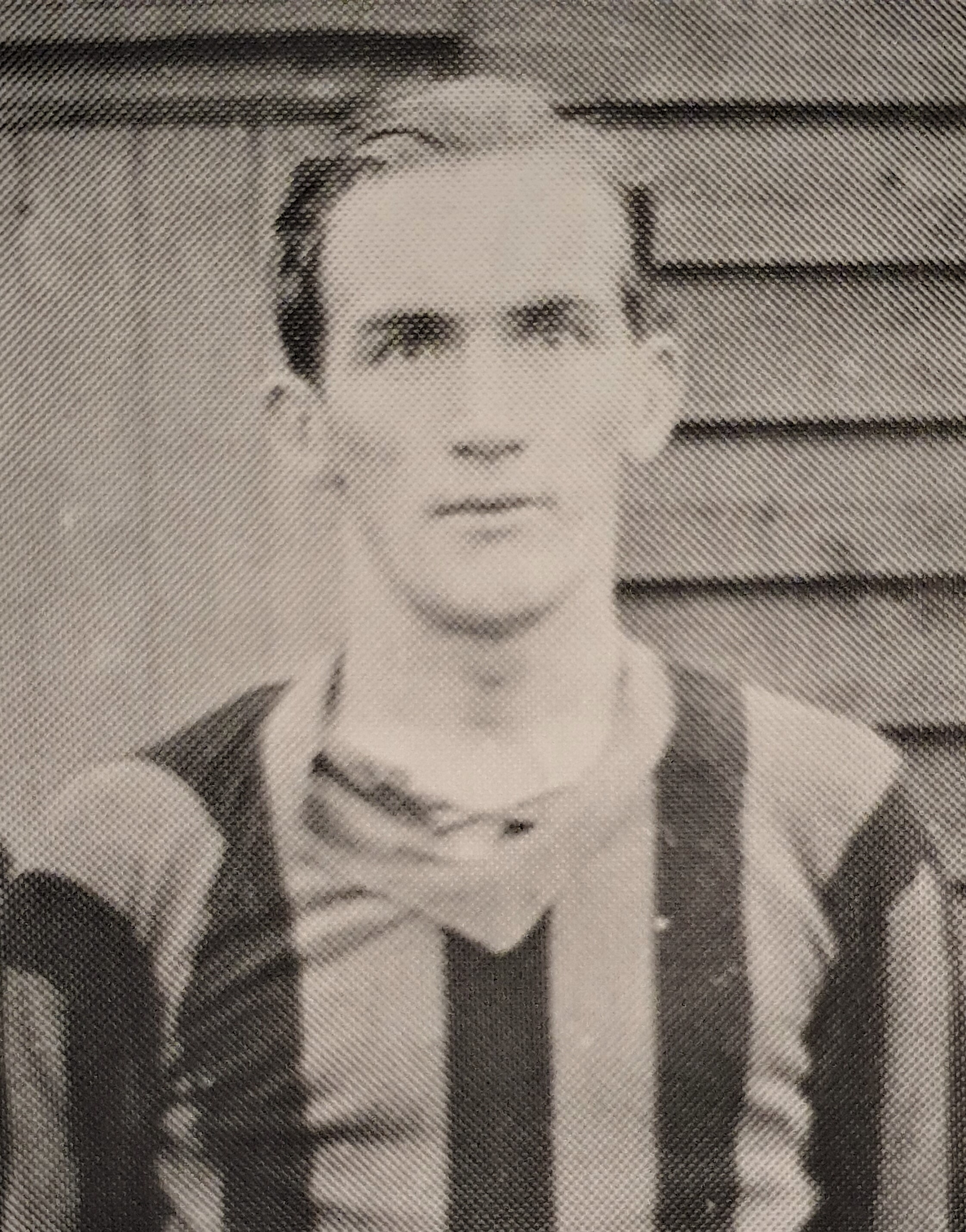
Carl Johnsson, högerhalv.

Gais startade upp starkt efter vinteruppehållet genom att vinna triangelserien i stor stil efter 6–3 mot IFK Göteborg och 4–1 mot Örgryte. "Long-John", som hade haft en knackig höst, gjorde tre mål mot IFK och ett mot ÖIS, och Dagens Nyheters reporter förvånades över att han mot IFK, utöver sina sedvanliga nickmål, till och med gjorde ett mål med fötterna. Man fortsatte sedan den allsvenska säsongen med fem segrar i rad, och hittade en god halvbackslinje i Helge Liljebjörn–Harry "Båten" Johansson–Carl Johnsson. Utomstående bedömare hade undrat varför den så lovande "Båten" hade stått utanför truppen, när Gais till och med hade använt gamla trotjänare som Erik "Snejsarn" Johansson och Erik "Kusken" Johansson i hans ställe. I derbyt mot Örgryte, som jagade serieledande AIK, gjorde debuterande Holger Johansson, senare Jernsten, matchens enda mål trots en stor ÖIS-press. Denna seger var en avgörande faktor till att rivalen Örgryte aldrig kom i kapp stockholmarna. Våren avslutades sedan med ännu en seger mot IFK Göteborg, i en 2–0-match där "Long-John" gjorde båda målen. Gais blev därmed vårsäsongens bästa lag med 15 poäng och 20–7 i målskillnad. Det räckte dock inte för att ta i kapp AIK:s försprång. Stockholmarna vann på 33 poäng, med Örgryte på 31 poäng och Gais på 30.

### Tabell
| Nr | Lag                   | S  | V  | O | F  | GM | IM | MS  | P  |
| -- | --------------------- | -- | -- | - | -- | -- | -- | --- | -- |
| 1  | AIK                   | 22 | 12 | 9 | 1  | 58 | 33 | +25 | 33 |
| 2  | Örgryte IS            | 22 | 13 | 5 | 4  | 67 | 37 | +30 | 31 |
| 3  | Gais (RM)             | 22 | 11 | 8 | 3  | 45 | 29 | +16 | 30 |
| 4  | IFK Göteborg          | 22 | 11 | 4 | 7  | 47 | 34 | +13 | 26 |
| 5  | IFK Eskilstuna        | 22 | 9  | 5 | 8  | 50 | 44 | +6  | 23 |
| 6  | IK Sleipner           | 22 | 8  | 6 | 8  | 41 | 35 | +6  | 22 |
| 7  | IF Elfsborg           | 22 | 8  | 6 | 8  | 38 | 35 | +3  | 22 |
| 8  | Hälsingborgs IF       | 22 | 9  | 3 | 10 | 45 | 44 | +1  | 21 |
| 9  | Malmö FF (U)          | 22 | 6  | 4 | 12 | 48 | 68 | −20 | 16 |
| 10 | Landskrona BoIS       | 22 | 4  | 8 | 10 | 35 | 58 | −23 | 16 |
| 11 | IFK Malmö             | 22 | 4  | 6 | 12 | 32 | 55 | −23 | 14 |
| 12 | Hallstahammars SK (U) | 22 | 2  | 6 | 14 | 29 | 63 | −34 | 10 |

### Seriematcher
| Motståndare       | Hemma | Borta |
| ----------------- | ----- | ----- |
| AIK               | 2–2   | 1–1   |
| Örgryte IS        | 2–2   | 1–0   |
| IFK Göteborg      | 2–0   | 2–1   |
| IFK Eskilstuna    | 1–3   | 0–2   |
| IK Sleipner       | 1–1   | 2–2   |
| IF Elfsborg       | 2–1   | 1–1   |
| Helsingborgs IF   | 4–2   | 2–3   |
| Malmö FF          | 3–0   | 3–3   |
| Landskrona Bois   | 2–0   | 1–0   |
| IFK Malmö         | 4–0   | 2–2   |
| Hallstahammars SK | 2–0   | 5–3   |

### Spelarstatistik

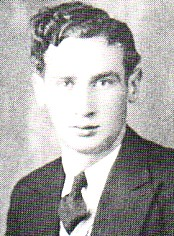
"Long-John" Nilsson.

| Namn                      | Matcher | Mål |
| ------------------------- | ------- | --- |
| Ragnar Gustafsson         | 22      | 9   |
| Helge Liljebjörn          | 22      | 1   |
| Olle Bengtsson (mv)       | 22      |     |
| Herbert Lundgren          | 22      |     |
| Carl Johnsson             | 20      |     |
| Gunnar Zacharoff          | 20      |     |
| Gösta Svensson            | 19      | 11  |
| John Nilsson              | 17      | 14  |
| Gustaf Gustafsson         | 16      |     |
| Gunnar Olsson             | 13      | 6   |
| Rune Wenzel               | 12      | 1   |
| Harry Johansson           | 9       |     |
| Allan Mattiasson          | 8       |     |
| Alf Hjelm                 | 6       |     |
| Holger Johansson          | 3       | 1   |
| Erik "Snejsarn" Johansson | 3       |     |
| Erik Lundberg             | 3       |     |
| Lennart Holländer         | 2       | 1   |
| Erik "Kusken" Johansson   | 2       |     |
| Bror Wahlström            | 1       |     |